# Spathiphyllum kochii

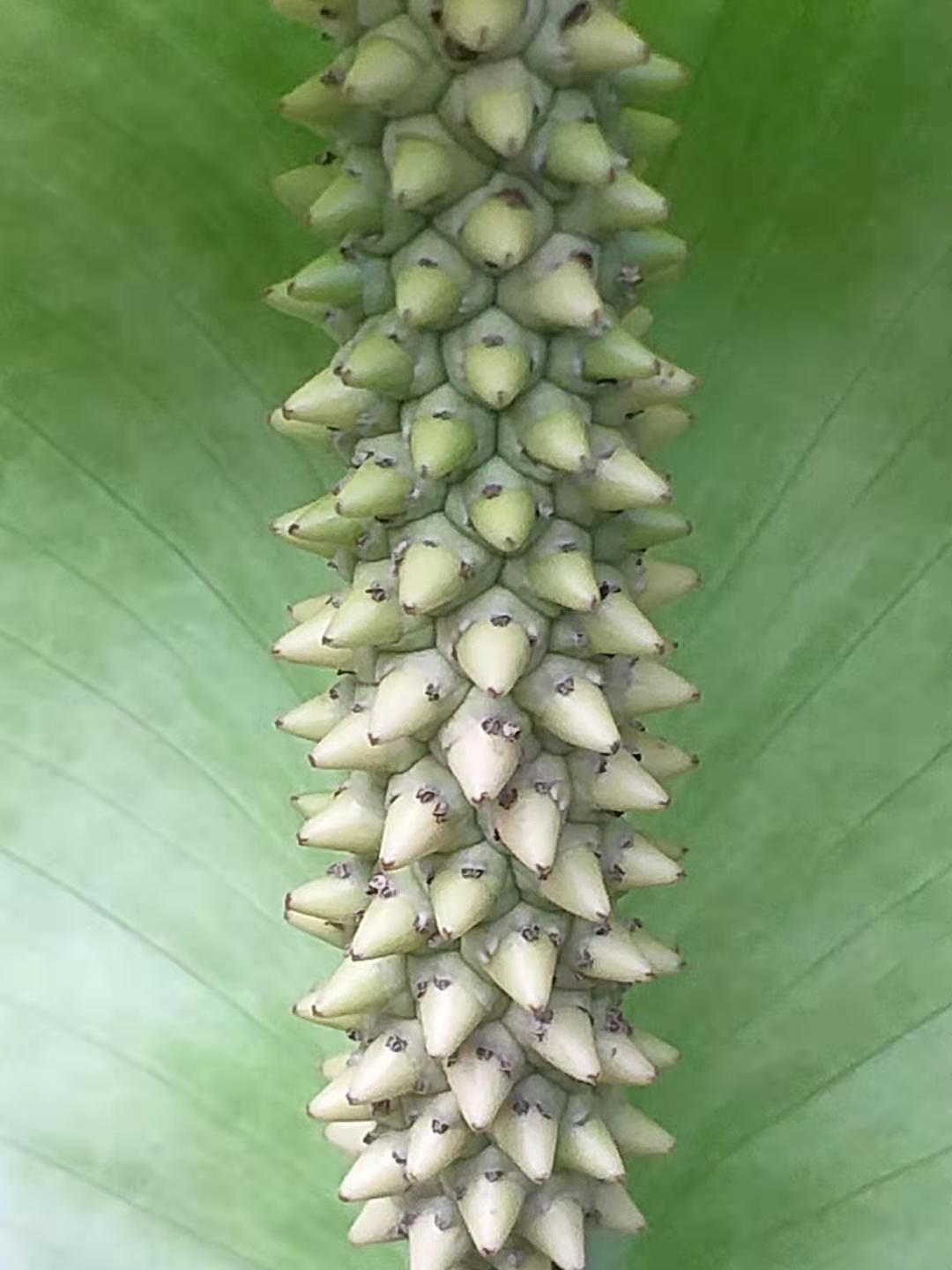
Spadix

Spathiphyllum kochii Engl. & K.Krause – gatunek wieloletnich, wiecznie zielonych roślin zielnych z rodzaju skrzydłokwiat, z rodziny obrazkowatych, występujący w Kolumbii i Wenezueli, zasiedlający równikowe lasy deszczowe.